# Дом актёра (Нижний Новгород)
Нижегородский дом актёра имени В. В. Вихрова — организация культуры в городе Нижний Новгород. Расположен на улице Пискунова, д. 10.
Вместимость зала Дома актёра — 236 мест. При Доме актёра открыта специализированная библиотека в области театральных искусств и культуры (создана при Горьковском отделении ВТО в 1935 год). Работают две детские театральных студии для будущих артистов (Документальный театр студии «Артист», Театральная студия «Юный Театр»). Имеется ресторан.

## История
Был открыт 14 февраля 1990 года с целью устроить место встреч актёров, площадку для творческих экспериментальных работ, спектаклей, камерных концертов, для проведения фестивалей и других театральных мероприятий. Сохраняет свои функции и в современности.
В 2006 году получил имя советского и российского актёра театра и кино Владимира Вихрова (1926—2005), в декабре 2006 года на фасаде Дома была открыта мемориальная доска Вихрову. С 1975 года до своей кончины В. В. Вихров возглавлял Нижегородское отделение Союза театральных деятелей России, и при активном участии В. В. Вихрова в городе был создан этот Дом актёра.
Здание Дома актёра было реконструировано в 1988 году по проекту нижегородского архитектора В. Ф. Быкова